# Penonomé
Penonomé je město v Panamě. Má přibližně 22 tisíc obyvatel a je hlavním městem provincie Coclé. Leží na řece Zaratí 150 km jihozápadně od hlavního města Panamá a prochází jím dálnice Panamericana. 
Penonomé se nachází v geografickém středu Panamy, což připomíná obelisk na hlavním náměstí. Má nadmořskou výšku 87 m a tropické savanové podnebí.
Penonomé bylo založeno v roce 1581. Jeho název je odvozen od indiánského náčelníka jménem Nomé, který byl popraven španělskými kolonizátory („pena Nomé“ znamená „Nomého trest“). Po vypálení města Panamá v roce 1671 bylo Penonomé krátce hlavním městem audiencie Panama.
Nachází se zde katedrála svatého Jana Křtitele a městské muzeum. Převládá potravinářský a dřevozpracující průmysl, typickým rukodělným výrobkem je slaměný klobouk pintao. V okolí se pěstuje rýže, kávovník, cukrová třtina a citrusy. V roce 2004 zde byla zřízena astronomická observatoř. Nedaleko města se nachází největší větrná farma ve Střední Americe, která pokrývá sedm procent panamské spotřeby energie. Penonomé je také známé díky místní SOS vesničce.
Ve městě sídlí prvoligový fotbalový klub Club Deportivo Universitario.